# سوري (بارا)
سوري هي بلدية برازيلية تقع في ولاية بارا الشمالية، في جزيرة ماراجو التي تقع عند مصب نهر الأمازون.